# Обухов, Александр Иванович
Александр Иванович Обухов (18 сентября 1909, Коломна — 18 декабря 1991, Москва) — советский строитель, конструктор, учёный, доктор технических наук. Первый управляющий трестом Союзлифтмонтаж Минмонтажспецстроя СССР.

## Биография
Родился в купеческой семье. Его отец Иван Обухов был купцом первой гильдии, владел в Коломне двумя скобяными магазинами и мельницей.
- В 1929—1935 гг. — инженер-конструктор Горьковского автомобильного завода (ГАЗ).
- В 1947—1949 гг. участвовал в восстановлении промышленных и гражданских объектов в городе Варшава, разрушенных во время немецкой оккупации Польши.
- С 1952 по 1987 год (35 лет) возглавлял трест Союзлифтмонтаж[1]. Является одним из основателей отечественного лифтостроения. Вместе с высококвалифицированным коллективом ярких специалистов участвовал в создании в СССР принципиально новой отрасли — лифтостроения, сооружения подвесных и канатных дорог.

### Семья
- Жена — Обухова, Клавдия Акимовна, дипломат, ученый-востоковед.
- Сын — Обухов, Владимир Александрович, врач, хирург, доктор медицинских наук.
- Сын — Обухов, Алексей Александрович, дипломат, ученый-востоковед, кандидат исторических наук.

## Общественная деятельность
А. И. Обухов являлся членом КПСС. Награждён почётным знаком «50 лет пребывания в коммунистической партии».

## Научные и почётные научные звания
- доктор технических наук.
- Почётный доктор Рейкьявикского университета (Исландия) в области техники и технических инноваций.
- Почётный член Академии канатных дорог кантона Берн (Швейцария).
- Почётный член инженерной Академии Гданьска (Польша).
- Доктор-инженер in absentia Института передовых инженерных исследований Тампере (Финляндия).
- Почётный член инженерной Академии город Дрезден (Германия).
- Лауреат Ленинской премии СССР (21 декабря 1974)
- Лауреат Государственной премии СССР (13 июля 1980)

## Научная деятельность
А. И. Обухов неоднократно печатался в специализированных изданиях по вопросам лифтостроительства, создания канатных дорог, монтажа подвесных систем в горах и в городских условиях.

### Избранные труды
Автор более 120 публикаций, среди которых монографии, брошюры и статьи в научных изданиях на русском, немецком, английском и французском языках.
- «Учение товарища Сталина об индустриализации и подготовке кадров советской промышленности». Москва, 1939 год.
- «Советский опыт подготовки высококвалифицированных кадров промышленности». Москва, 1940 год.
- «Советские технические вузы — промышленности». Москва, 1946 год.
- «Техническое перевооружение тяжелой промышленности в условиях социализма». Москва, 1947 год.
- «Социалистическая индустриализация: проблемы и перспективы». Москва, 1949 год.
- «Тяжелая промышленность — Родине. Сборник научных трудов». Москва, 1953 год.
- «Сооружение скоростных лифтов в условиях высокогорья». Москва, 1968 год.
- «Подвесные и канатные дороги в Приэльбрусье: основа для развития экономики, задел для развития туризма». Москва, 1974 год.
- «Особенности монтажа лифтов в городских условиях». Москва, 1978 год.
- «Сравнительные испытания моделей лифтов в различных условиях эксплуатации». Москва, 1979 год.
- «Профессиональная подготовка лифтовой шахты к монтажу лифта». Москва, 1979 год.
- «Строительство скоростных лифтов в условиях Олимпиады-1980». Москва, 1981 год.
- «Особенности производства стального проката для лифтостроительной отрасли». Москва, 1981 год.
- «О сотрудничестве СССР и Кубы в области монтажа современных лифтовых конструкций». Москва, 1982 год.
- «Стажировка специалистов из социалистических стран в СССР в области лифтостроения и монтажа канатных дорог и конструкций». Москва, 1982 год.
- «Канатные дороги: советский и зарубежный передовой опыт». Москва, 1983 год.
- «Конструкция лифтов в условиях эксплуатации при параметрах повышенного износа». Москва, 1983 год.
- «Лифты и лифтовые конструкции в высотных административных зданиях». Москва, 1983 год.
- «Современные лифты: проблемы наладки и эксплуатации». Москва, 1984 год.
- «Канатные системы для перевозки крупногабаритных грузов». Москва, 1984 год.
- «Эксплуатация лифтов в условиях Полярного Урала и Сибири». Москва, 1985 год.
- «Лифтовые конструкции при работе в условиях угольных шахт и разрезов». Москва, 1985 год.
- «Лифтовые устройства в шахтах: особенности монтажа и промышленного использования». Москва, 1986 год.
- «Методы статистического анализа в управлении группами лифтов». Москва, 1986 год.
- «Управление методикой подготовки и переподготовки кадров для обслуживания лифтов». Москва, 1986 год.
- «Современные методы анализа эффективности работы лифтов. Оценка, перспективы, методы, особенности вероятностного метода оценки». Москва, 1987 год.
- «Лифтостроители Советского Союза — родной коммунистической партии». Москва, 1987 год.
- «Социалистическое соревнование в условиях монтажа лифтов». Москва, 1987 год.
- «О бригадном подряде при оборудовании лифтовых конструкций в городских условиях». Москва, 1987 год.